# Ormörn
Ormörn (Circaetus gallicus) är en medelstor hökfågel som förekommer i södra Europa österut till Sydostasien.

## Utseende och läte

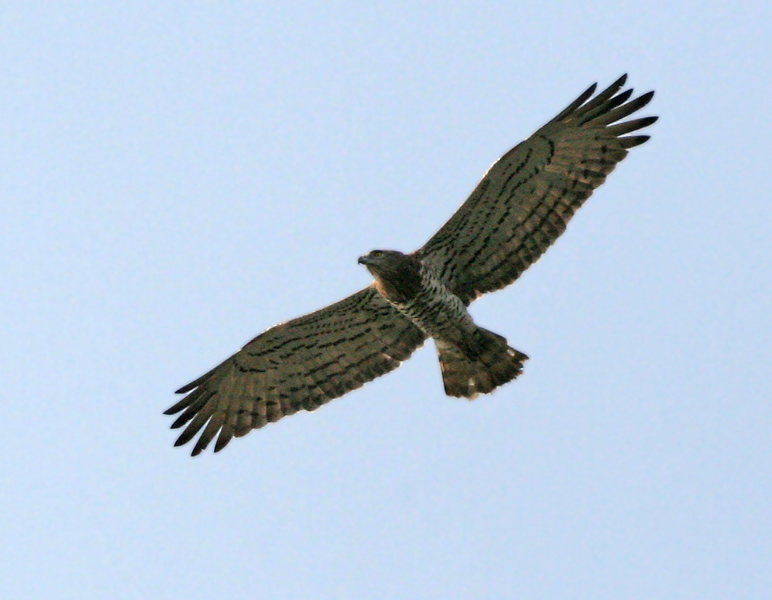
I Kawal Wildlife Sanctuary, Indien.

Vuxna ormörnar är 62–67 cm långa med en vingbredd på 170–185 cm. Den känns igen på den övervägande vita undersidan. Ovansidan är gråbrun. Haken, strupen och övre bröst är blekt jordbrun. Stjärten har tre eller fyra band. Huvudet är relativt stort och ugglelikt med gula ögon. Den är mestadels tystlåten.

## Utbredning

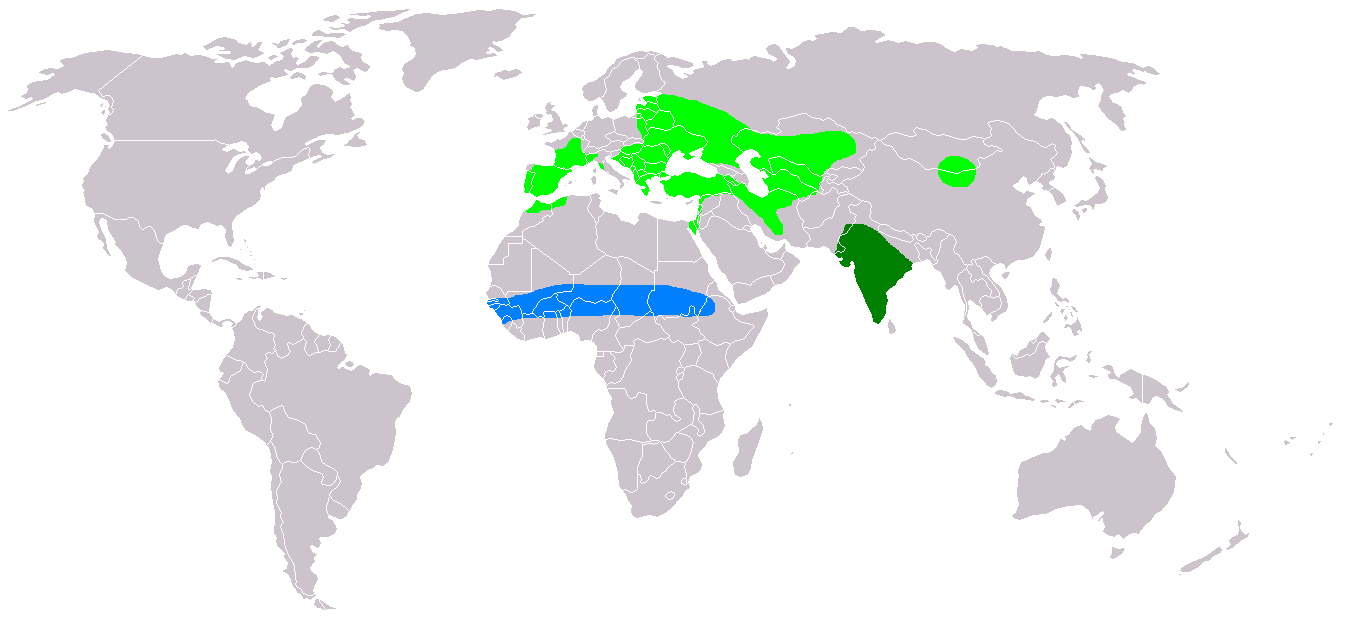
Ormörnens utbredning

Ormörnarna är den enda arten i sitt släkte som förekommer i Europa och Asien istället för i Afrika söder om Sahara. Den häckar från nordvästra Afrika och sydvästra Europa norrut till Finska viken bort till Balchasjsjön, nordvästra Kina samt norra och nordvästra Mongoliet; söderut till Mindre Asien genom Levanten, södra Kaukasus samt norra och västra Iran. Isolerade populationer finns dels på Indiska subkontinenten samt i Små Sundaöarna från Lombok till Timor. De västliga populationerna flyttar till Sahel i Afrika i månadsskiftet september-oktober och återvänder i april-maj. De östliga stannar i södra Asien eller rör sig mot Sydostasien, vissa till Stora Sundaöarna.

### Förekomst i Sverige
I Sverige är ormörnen en sällsynt men närapå årlig gäst, med över hundra fynd sammanlagt, de allra flesta på Öland eller i Skåne.

## Systematik
Ormörnen ansågs fram tills nyligen vara monotypisk, det vill säga att man inte anser att den bör delas in i underarter. Den asiatiska populationen fördes tidigare till en egen underart, heptneri, men variationen är klinal. Sedan 2017 urskiljs dock populationen i Små Sundaöarna som en egen underart, sacerdotis.
Arten anses vara nära släkt med sahelormörn och svartbröstad ormörn, så pass att de senare betraktats som en del av ormörn på grund av påstådda blandade par och intermediära individer. Nu anses alla rapporter om blandhäckning vara ett resultat av felaktig artbestämning av subadult svartbröstad ormörn och att alla individer går att artbestämma till endera art.

## Levnadssätt

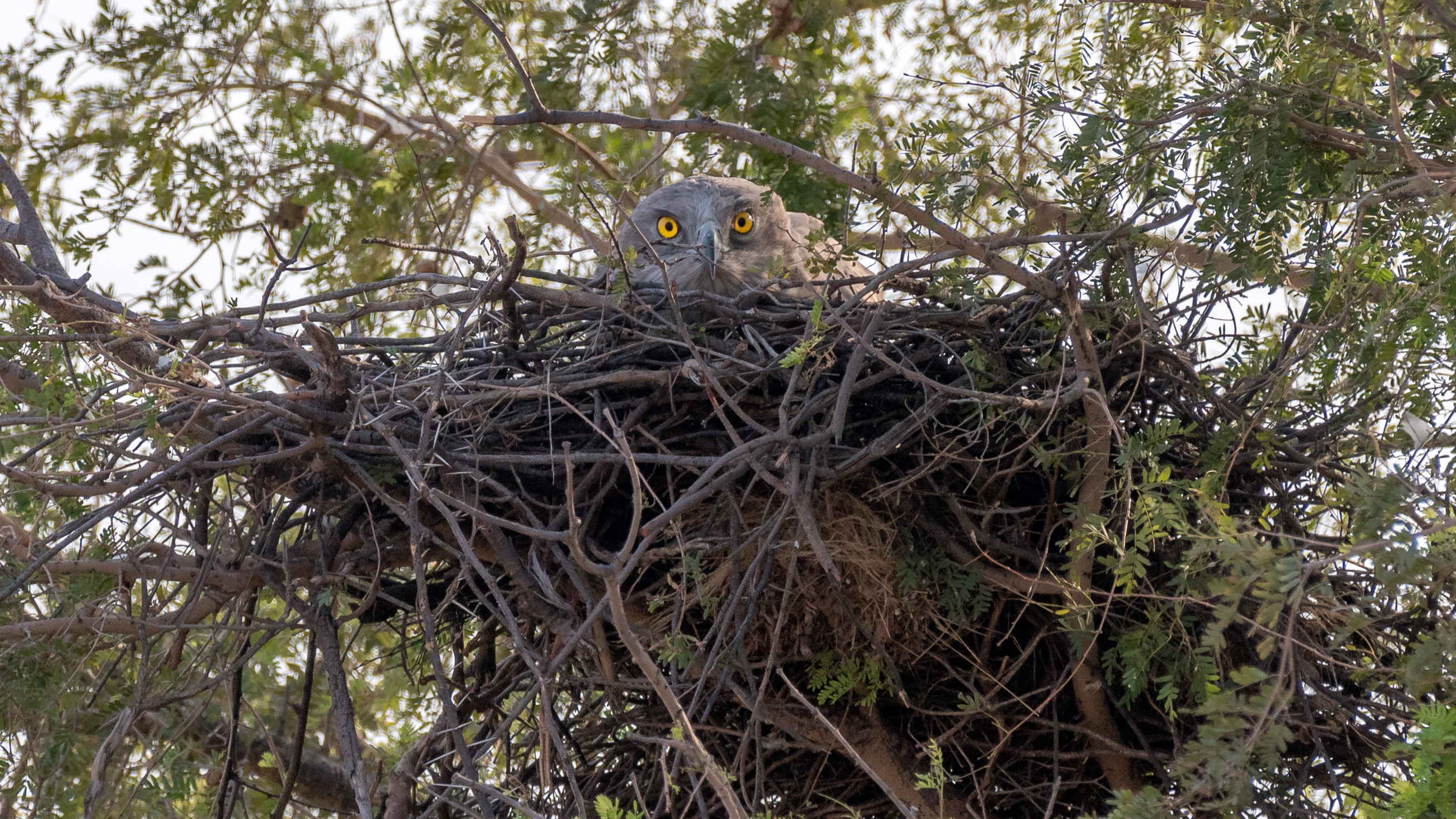
Ormörn på bo, Rollapadu, Andhra Pradesh, Indien.

Ormörnar bebor främst öppen och torr terräng med inslag av berg och skog, i norr även i floddalar och i tätare skog. Den kräver träd för att häcka och öppna marker för att kunna födosöka. Fågeln lägger endast ett ägg. Den kan bli 17 år gammal.

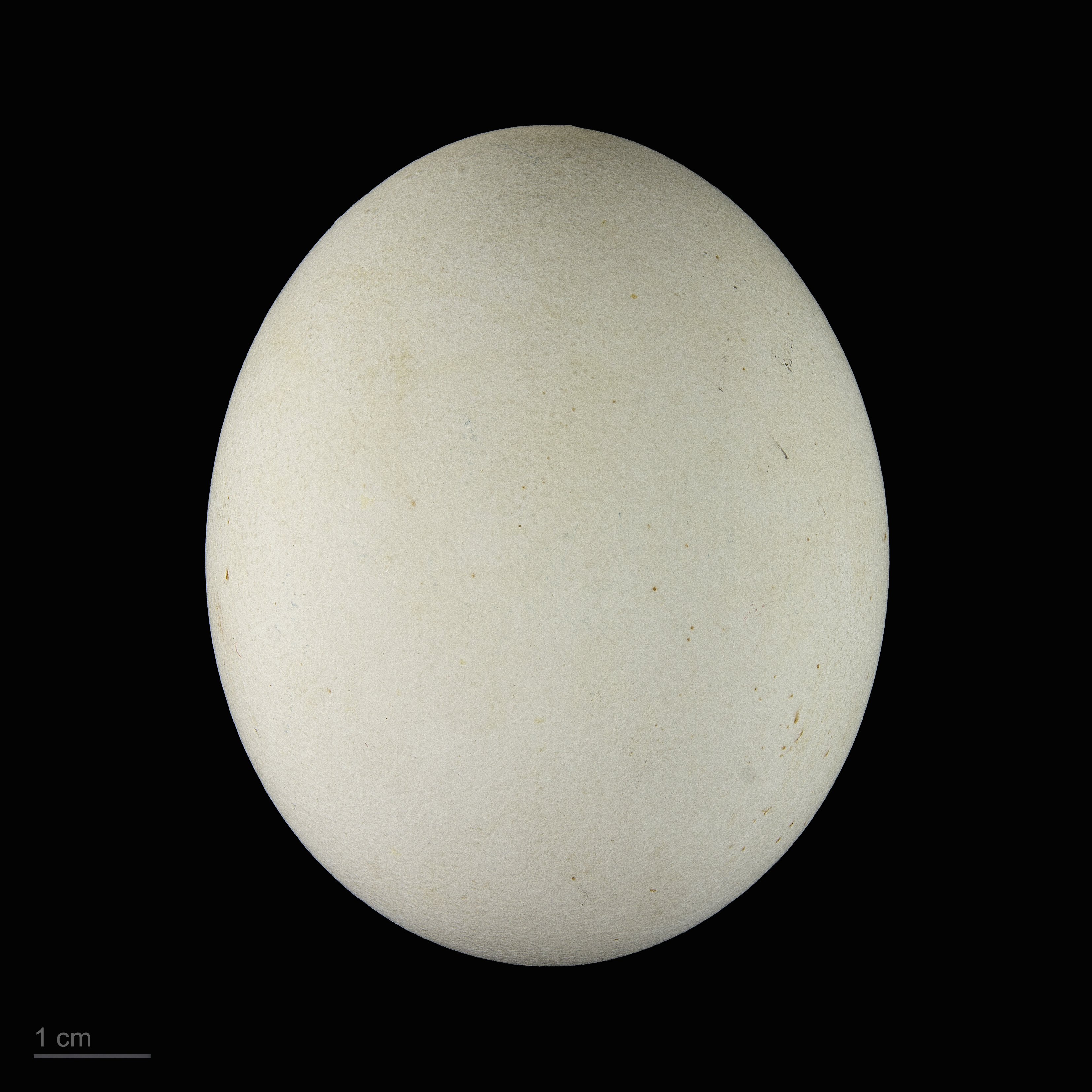
Ormörnens ägg.

### Beteende
Ormörnen är en välutvecklad flygare och tillbringar mer tid i luften än de andra arterna i släktet. Den föredrar att kretsa över kullar och bergstoppar på plana vingar på uppåtvindar och jagar oftast från en höjd på upp till 500 meter. I öppna landskap ryttlar den gärna som en tornfalk. 

### Föda
Precis som fågelns namn antyder lever ormörnen främst av ormar, vilket kan leda till rena kamper på marken, men också ödlor. Tillfälligt tar den också mindre däggdjur upp till en hares storlek, sällsynt fåglar och stora insekter. 

## Status och hot
IUCN kategoriserar fågeln som livskraftig på grund av mycket stort utbredningsområde, stor population och i stort stabil populationsutveckling. I Europa är den dock relativt sparsam, med omkring 20 000 häckande par.